# Giresunspor Kulübü
El Giresunspor Kulübü és un club de futbol turc de la ciutat de Giresun.

## Història
El Giresunspor fou fundat l'any 1967. Va disputar la primera divisió turca de futbol entre els anys 1971 i 1977.

## Trajectòria esportiva
- Primera divisió: 1971-1977
- Segona divisió: 1967-1971, 1977-1978, 1979-1986, 1988-1991, 1993-1995, 1997-2000, 2007-
- Tercera divisió: 1978-1979, 1986-1988, 1991-1993, 1995-1997, 2000-2001, 2005-2007
- Quarta divisió: 2001-2005